# Optische Anstalt C. P. Goerz

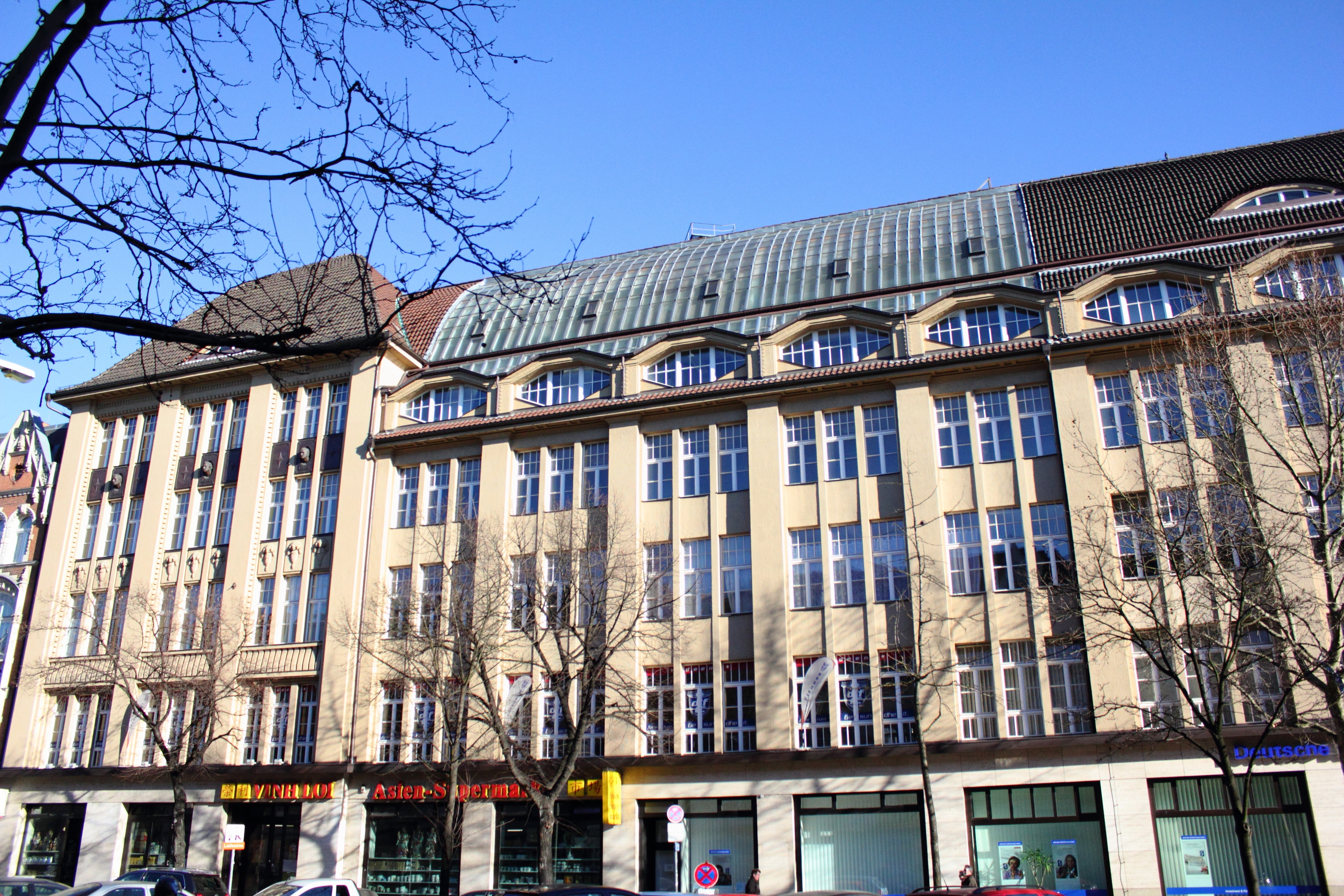
Ehemalige Fabrikgebäude in der Rheinstraße in Berlin-Friedenau

Die Optische Anstalt C. P. Goerz war ein auf die Fertigung von optischen Linsen und Kameras spezialisiertes Unternehmen in Berlin.

## Geschichte

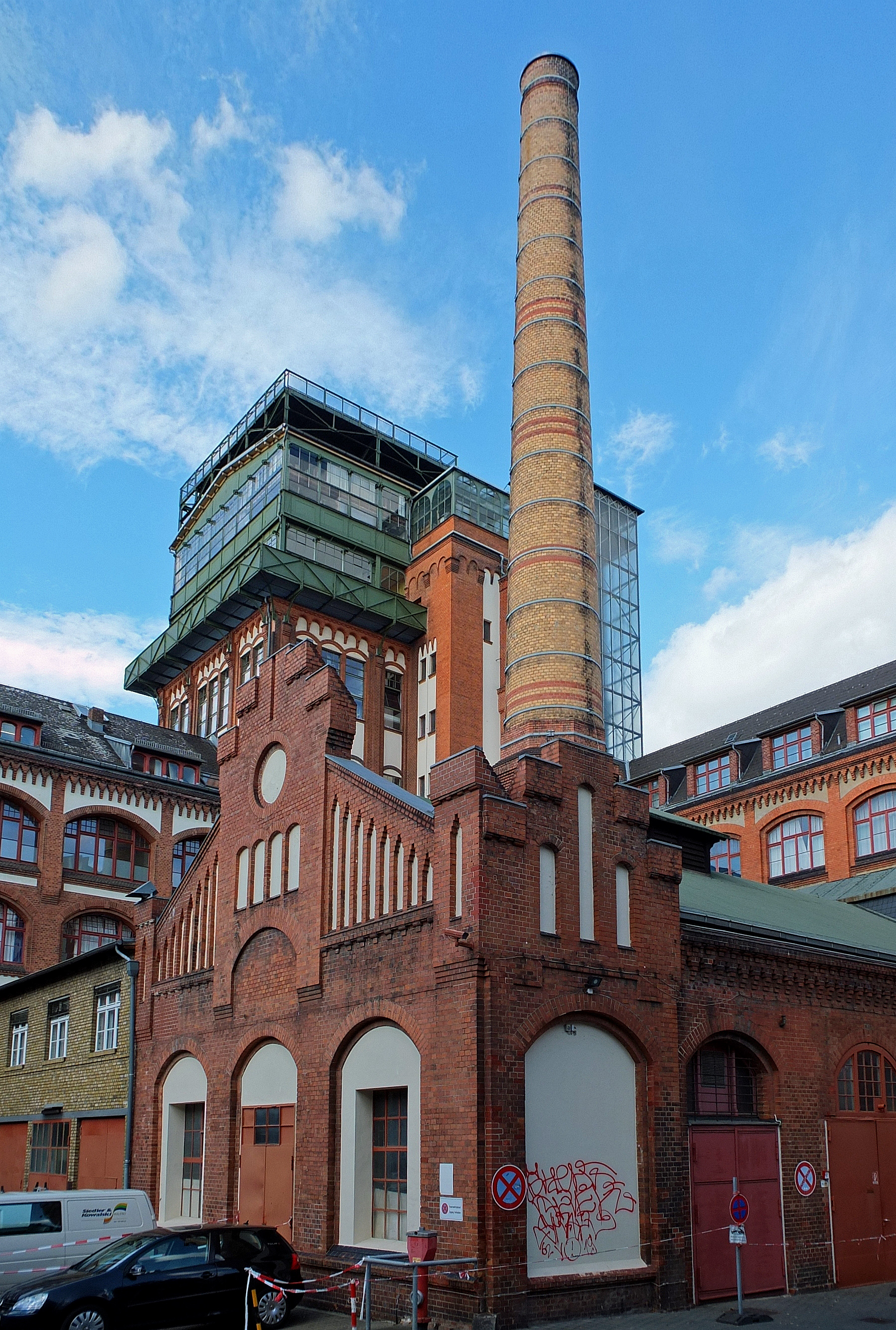
Fabrikgebäude, Kraftwerk und Versuchsturm der Goerzschen Werke

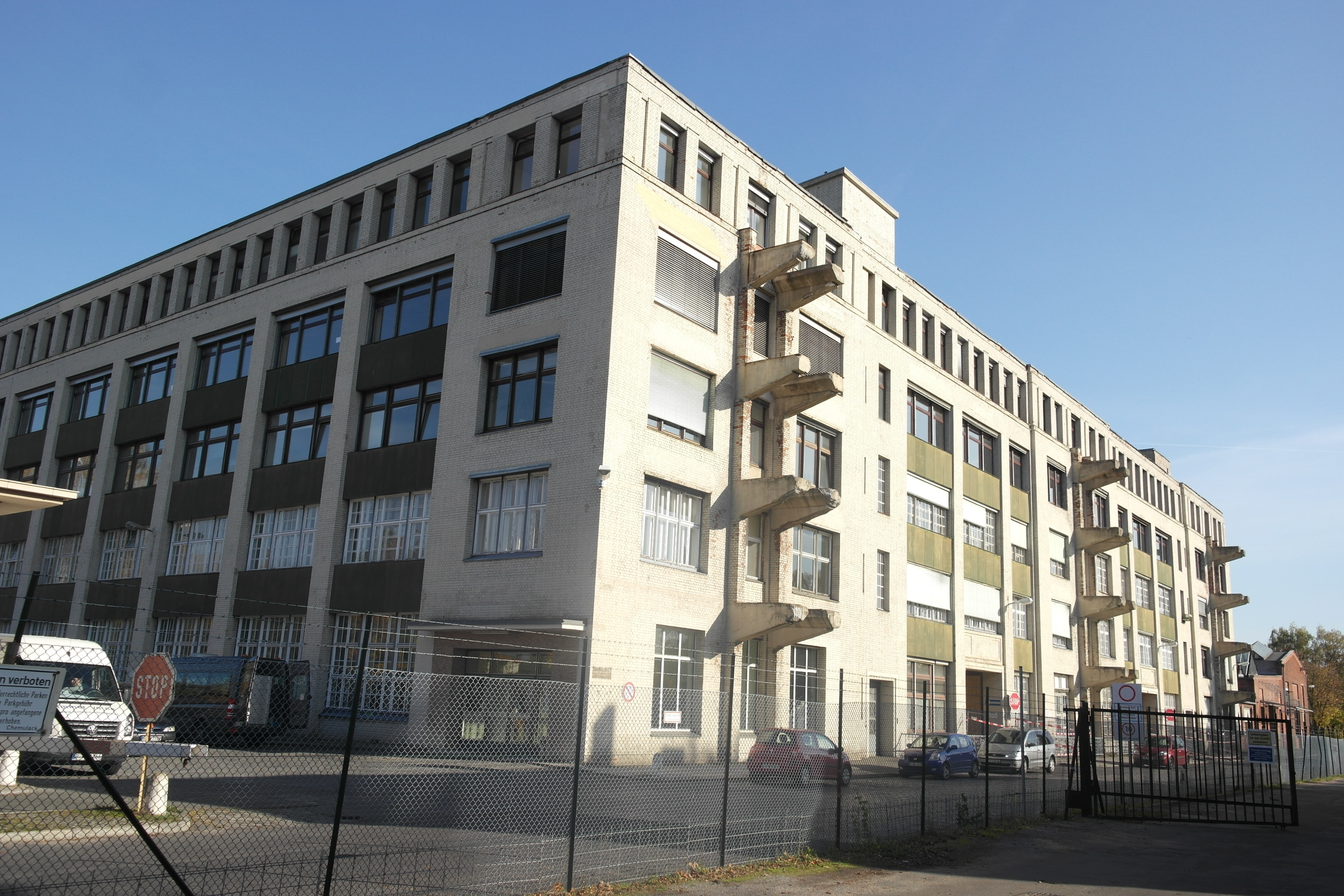
Goerzwerk in Berlin-Zehlendorf

Carl Paul Goerz gründete 1886 in Berlin einen Versandhandel für mathematische Instrumente, der ab 1887 auch fotografische Apparate lieferte. Der wirtschaftliche Erfolg erlaubte es Goerz, 1888 die Werkstatt von F. A. Hintze zu übernehmen und als C. P. Goerz, Spezialfabrik photograph. Amateur-Apparate selbst Fotoapparate zu produzieren. Nach Aufnahme der Produktion von Objektiven wurde die Firma im Jahr 1890 in Optische Anstalt C. P. Goerz umbenannt. Der Sitz des Unternehmens war in der Hauptstraße 7a, Schöneberg (ab 1920: Berlin-Schöneberg).
Goerz erfuhr 1889 von der Erfindung des Schlitzverschlusses, damals Momentverschluss genannt, durch den Fotografen Ottomar Anschütz. Mit dieser Erfindung wurden Belichtungszeiten von 1⁄1000 Sekunde erreicht, womit erstmals die Fotografie bewegter Objekte möglich wurde. Goerz erwarb das Recht auf Alleinfabrikation und bot mit der Goerz-Anschütz-Moment-Camera die erste Schlitzverschlusskamera der Welt an. Das Unternehmen gelangte schnell zu großer Bekanntheit.
| Jahr     | produzierte Objektive |
| -------- | --------------------- |
| bis 1891 | 4.000                 |
| bis 1896 | 30.000                |
| bis 1901 | 100.000               |
| bis 1911 | 300.000               |

Mit der Einstellung des Optikers Emil von Höegh nahm der Objektivbau bei Goerz einen enormen Aufschwung, Von Höegh baute einen Doppelanastigmaten von hoher Qualität, der unter dem Namen Dagor erfolgreich vertrieben wurde. Die Lizenz für Großbritannien wurde 1893 an das Unternehmen Ross & Co. in London, die für Österreich-Ungarn an Karl Fritsch in Wien vergeben. 1900 folgte das Goerz-Hypergon, ein anastigmatisches Weitwinkelobjektiv mit einem Bildfeld von 135°. Das Ansehen der Firma stieg auch durch Spezialanfertigungen, etwa für den Tierfotografen Carl Georg Schillings oder den Photochemiker Adolf Miethe, nach dessen Plänen ein Dreifarbenprojektor gefertigt wurde.
Bereits 1891 bekam Goerz die ersten Aufträge zur Fertigung militärischer Optik. Das Unternehmen wurde sowohl Lieferant für das kaiserliche Heeres- und Marineamt als auch für viele ausländische Militärverwaltungen. Ab 1897 wurden Linsenfernrohre in großer Stückzahl gefertigt. 1899 übernahm Goerz im Deutschen Reich die Vertretung der Firma Barr and Stroud für den Vertrieb von optischen Entfernungsmessern. 1903 wurde eine spezielle Militärabteilung gegründet und in der Folge Entfernungsmesser, U-Boot-Periskope, Scherenfernrohre und Zieleinrichtungen für Geschütze produziert. Die Optische Anstalt C. P. Goerz wurde zum weltweit größten Hersteller militärischer Optik.
| Jahr    | Beschäftigte |
| ------- | ------------ |
| 1889    | 25           |
| 1891    | 40           |
| 1897    | 300          |
| 1908/09 | 1370         |
| 1911    | 2500         |

Der unternehmerische Erfolg führte 1903 zur Umwandlung des Unternehmens in eine Aktiengesellschaft mit einem Aktienkapital von 3,5 Millionen Mark, die Optische Anstalt C. P. Goerz AG, Berlin-Friedenau in der Rheinstraße 45/46 (Landgemeinde Friedenau, ab 1920: Bezirk Schöneberg). 1911 war die Zahl der Beschäftigten auf 2500 angewachsen. Zur Firma gehörten nicht nur die optischen und mechanischen Werkstätten, sondern auch eine Werkzeugmacherei, eine Schmiede, eine Graviererei, eine Sattlerei, eine Lackiererei sowie mehrere Werkstätten zur Herstellung der Kameragehäuse. Schon in den 1890er Jahren waren Vertriebsfilialen im Ausland eröffnet worden, so 1893 in Paris, 1895 in New York und 1899 in London. 1902 entstand in New York das erste Zweigwerk. Ihm folgten Niederlassungen in Sankt Petersburg (1905) und in Preßburg (1908).
Ab 1898 besaß Goerz ein eigenes Konstruktionsbüro für die mechanischen Teile der Instrumente. 1909 wurde eine Abteilung für meteorologische und aeronautische Geräte eingerichtet, deren wissenschaftliche Leitung 1910 der Meteorologe und Ballonfahrer Arthur Berson übernahm. 1911 wurde als erstes astronomisches Instrument ein Spiegelteleskop für die Technische Hochschule Charlottenburg gefertigt. Ein weiteres Spiegelteleskop befindet sich heute in der Sternwarte des Deutschen Museums in München. Das Gerät ist eigens für die von Adolf Miethe geleitete Expedition nach Sandnessjøen in Norwegen zur Beobachtung der Sonnenfinsternis vom 21. August 1914 gebaut worden.
Im Jahr 1910 kam es zur Bildung einer Interessengemeinschaft mit der Actiengesellschaft Hahn für Optik und Mechanik, Ihringshausen/Cassel, in der die Optische Anstalt C. P. Goerz die Führung innehatte. Mitte der 1920er Jahre wurde bei Hahn der Profilzylinder entwickelt, später ein Hauptumsatzträger der Zeiss Ikon AG. Durch den Zukauf der Sendlinger Optische Glaswerke, einer Gründung von Joseph von Fraunhofer und Carl August von Steinheil, machte sich Goerz unabhängig von Zulieferern aus der Glasindustrie. Das Werk in München-Sendling wurde umfassend modernisiert, dann aber während des Ersten Weltkriegs nach Schönow (Zehlendorf) verlegt, wo in der Goerzallee 271 neben dem neuen „Goerzwerk“ eine Produktion aufgebaut wurde. Noch während des Weltkriegs wurde die Scheinwerferproduktion der Firma Körting & Mathiesen in Leipzig-Leutzsch übernommen. Hier wurden hauptsächlich Bogenlampen mit Fresnel-Linse für Leuchttürme gebaut.
Während des Ersten Weltkriegs produzierte Goerz mit rund 12.000 Angestellten fast ausschließlich optische Geräte für das Militär. Das brachte das Unternehmen nach Kriegsende in große finanzielle Schwierigkeiten, da der Versailler Vertrag deutschen Firmen eine Produktion zu militärischen Zwecken verbot. Goerz versuchte, die Produktpalette auf zivile Erzeugnisse wie Rechenmaschinen und Saccharimeter umzustellen. Die Fusion mit anderen Unternehmen der foto-optischen Industrie zur Zeiss Ikon AG im Jahr 1926 bedeutete die Rettung des Unternehmens, das sonst in Konkurs gegangen wäre. Im Goerzwerk Berlin-Zehlendorf, Goerzallee 299, hatte auch die 1929 gegründete Fernseh AG (ab Oktober 1939: Fernseh GmbH) ihren Sitz. Das amerikanische Zweigwerk existierte als C. P. Goerz American Optical Company noch bis 1972, als es von Schneider Optics, der amerikanischen Tochter der Jos. Schneider Optische Werke übernommen wurde.
Während des Zweiten Weltkriegs betrieb das Unternehmen am Standort Goerzallee 271 ein eigenes Zwangsarbeitslager.
Durch die Bildung der Zeiss Ikon AG wurde das Produktionsprofil von Goerz stark verändert und die Herstellung optischer Artikel wurde zugunsten der 53 %igen Mehrheitsbeteiligung der Zeiss-Werke in Jena fast vollständig aufgegeben. Man produzierte in Berlin jetzt Kameras und Beleuchtungseinrichtungen für Kinoprojektoren sowie Profilzylinder.

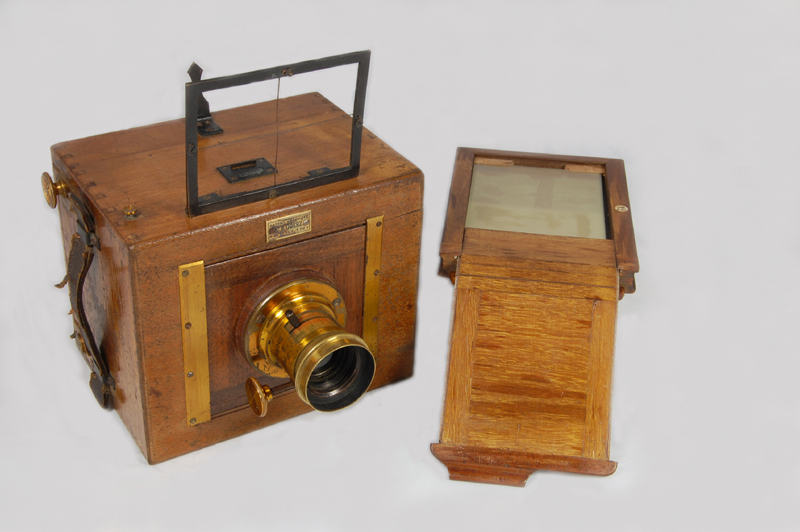
Kamera mit dem patentierten Schlitzverschluss von O. Anschütz, um 1892
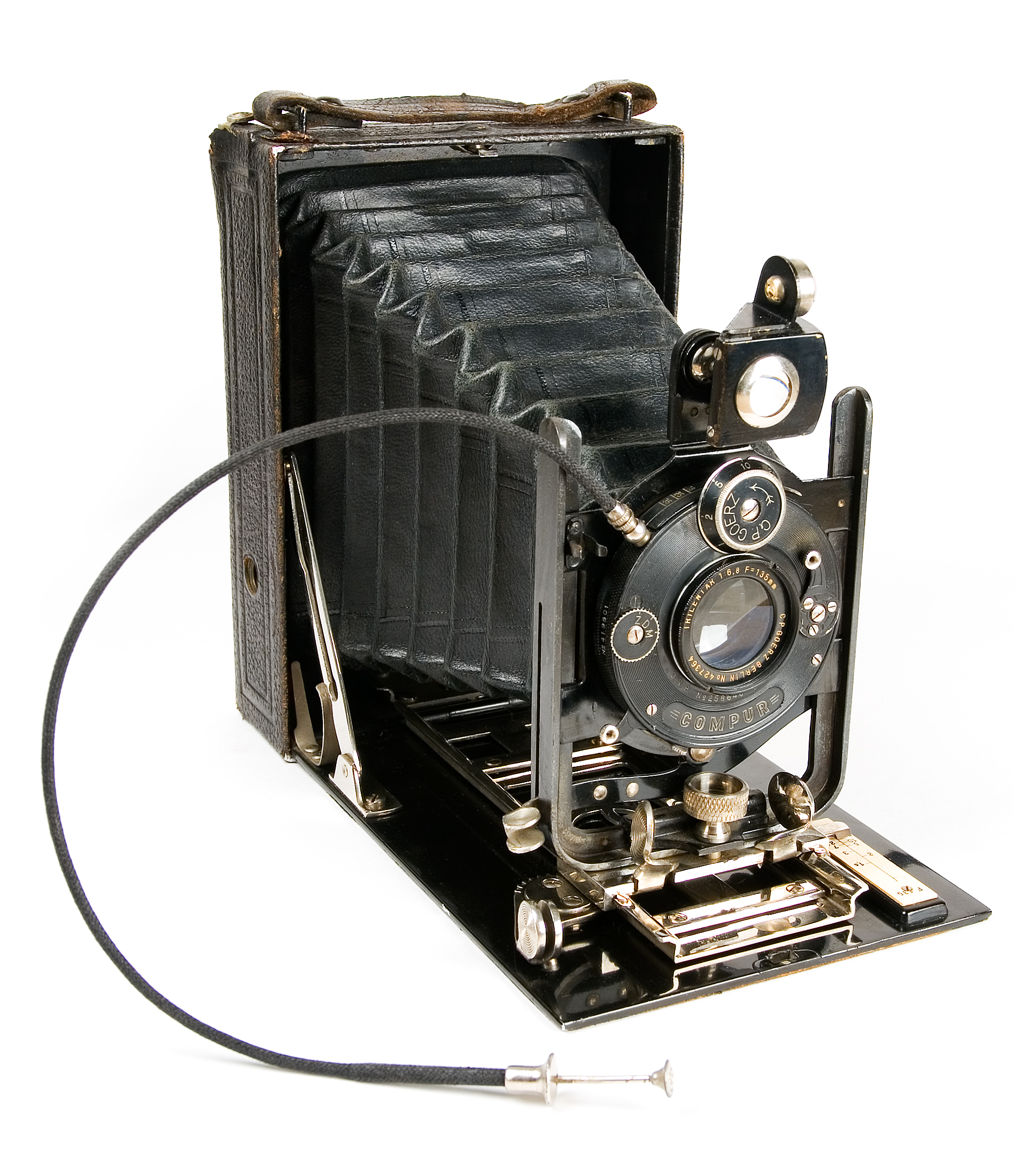
Kamera von C. P. Goerz
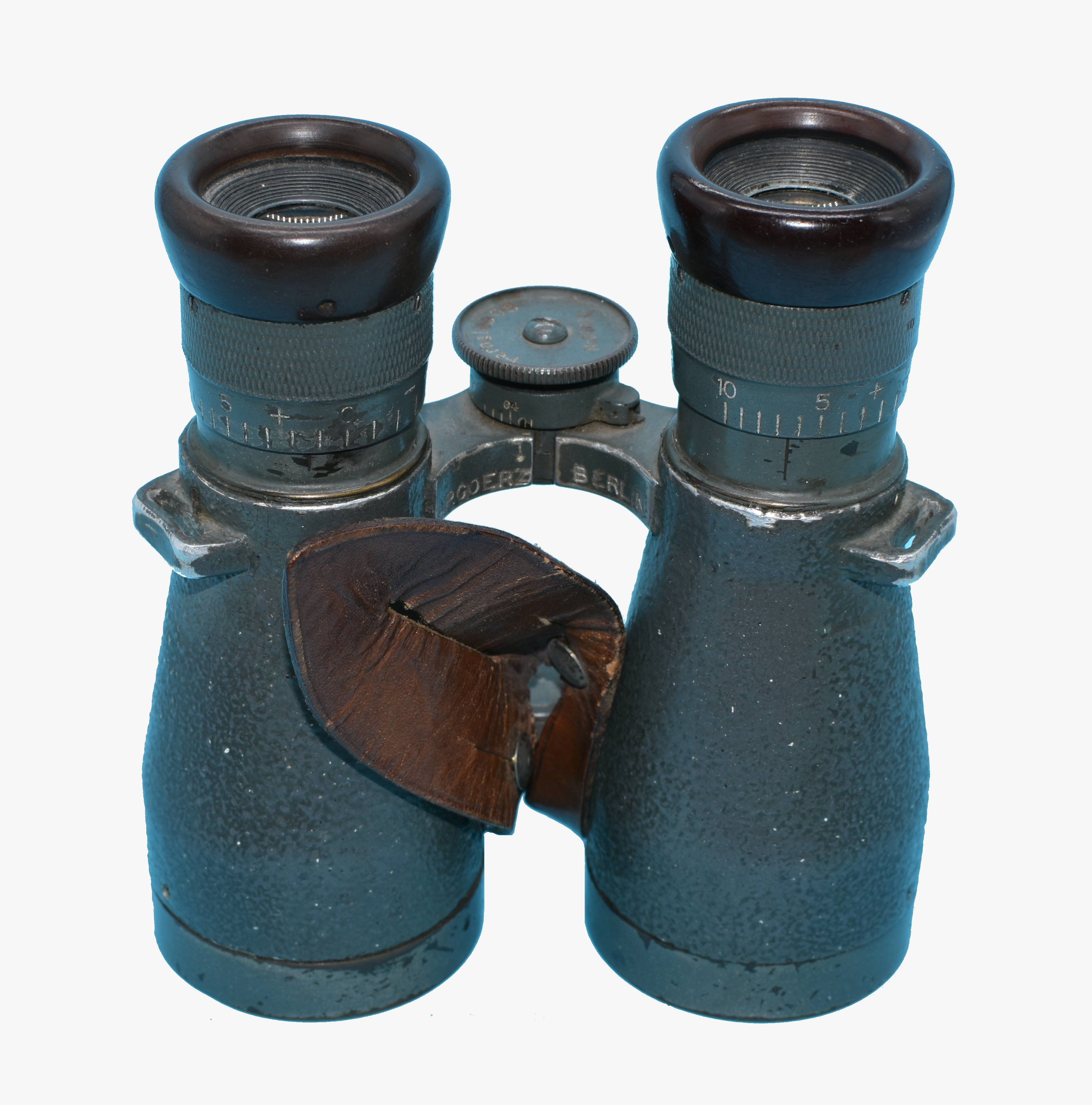
Fernglas 08 (1917)
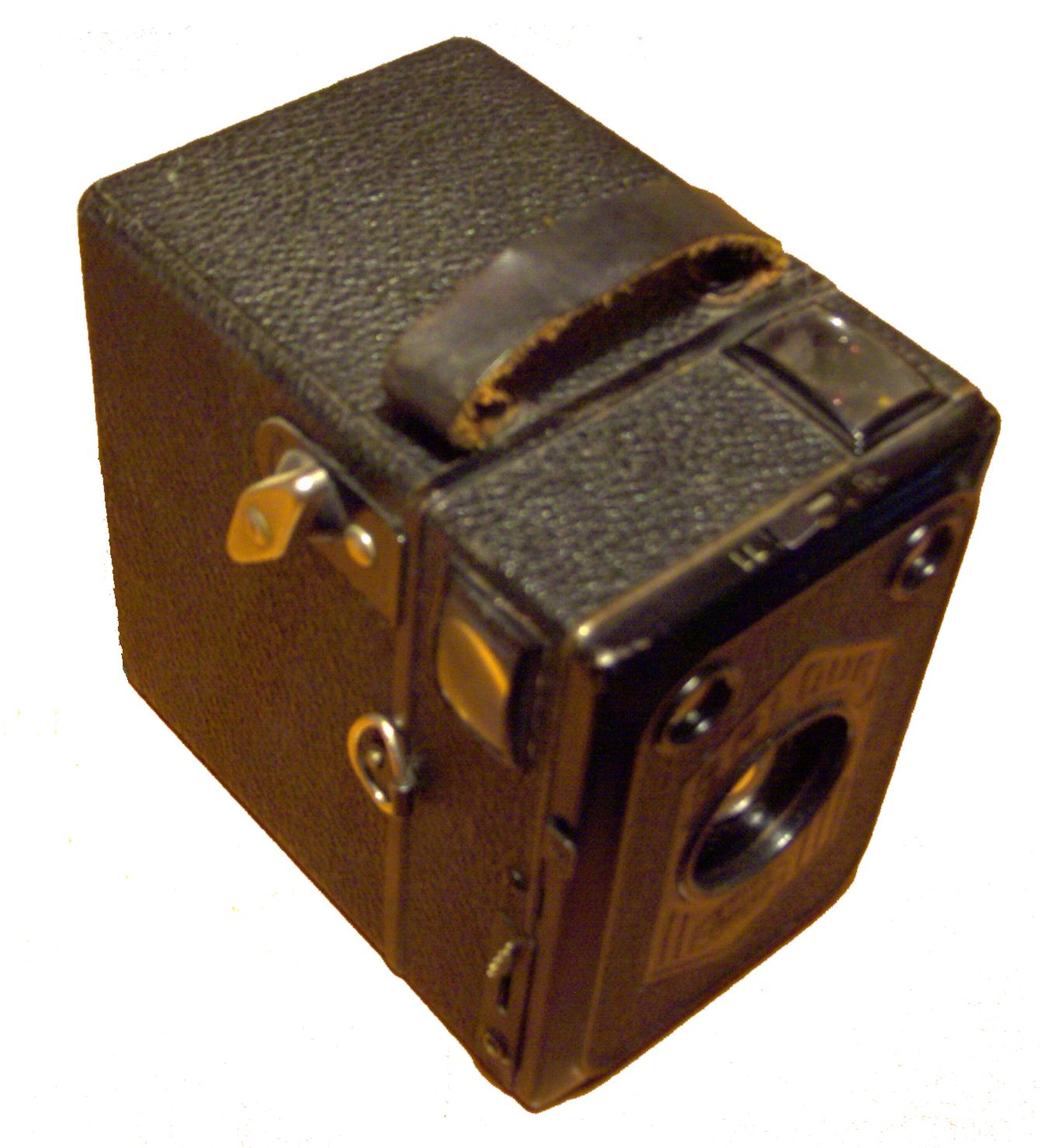
Zeiss Ikon Box Baldur 51/2 (1934–1936). Mit Objektiv Goerz Frontar – Achromat 1:11/115 mm
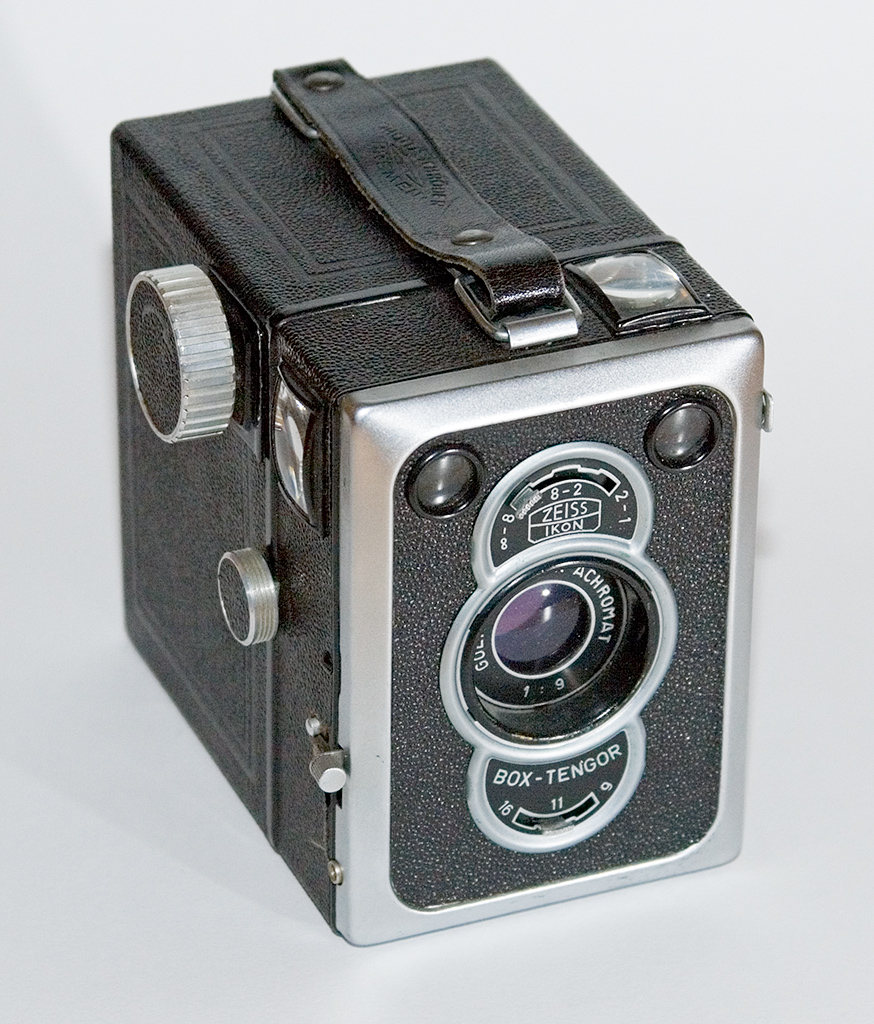
Box Tengor II 56/2 6×9 Goerz Frontar-Achromat 9/110 von 1948 bis 1956 produziert
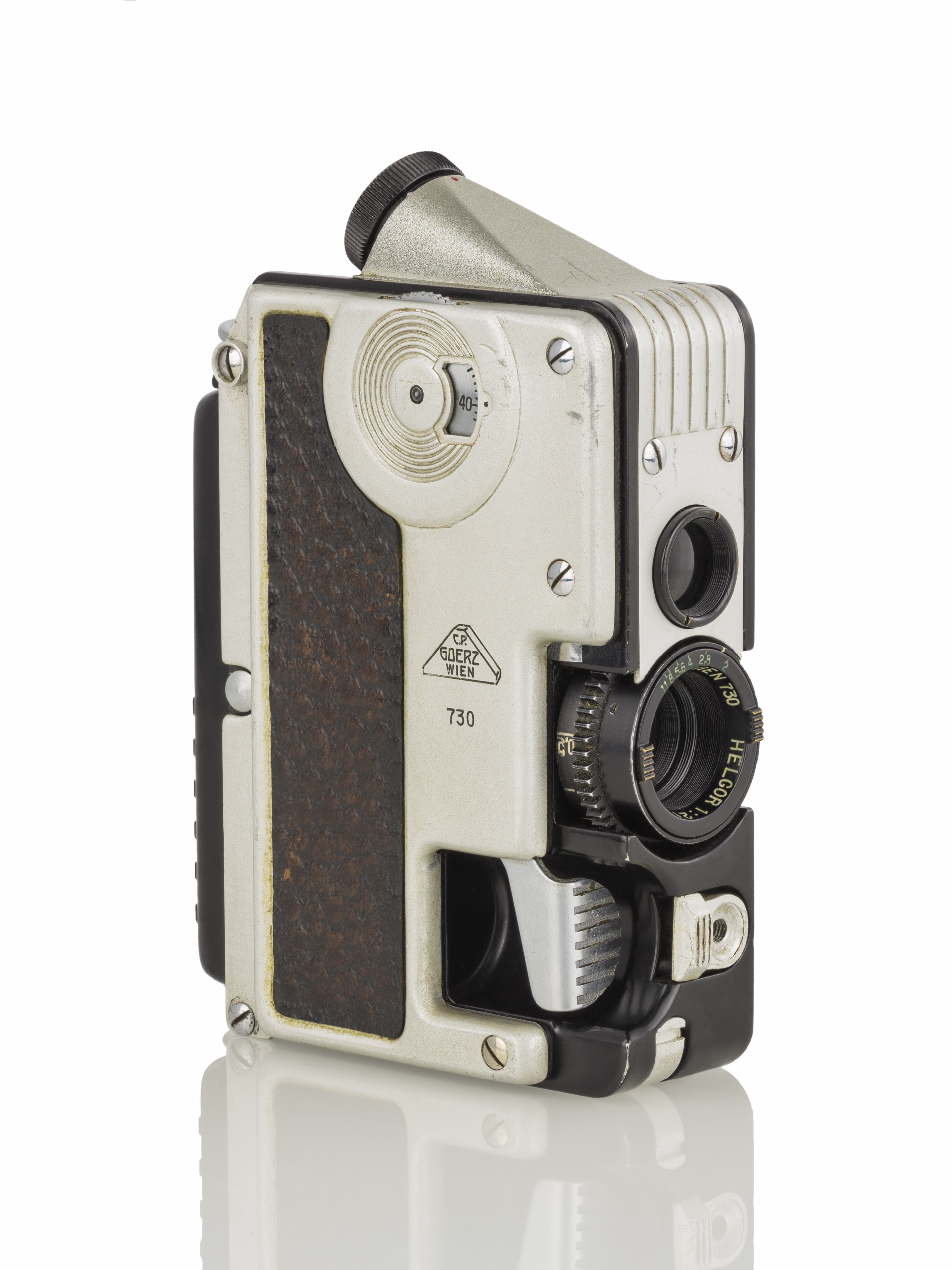
Minicord von 1951
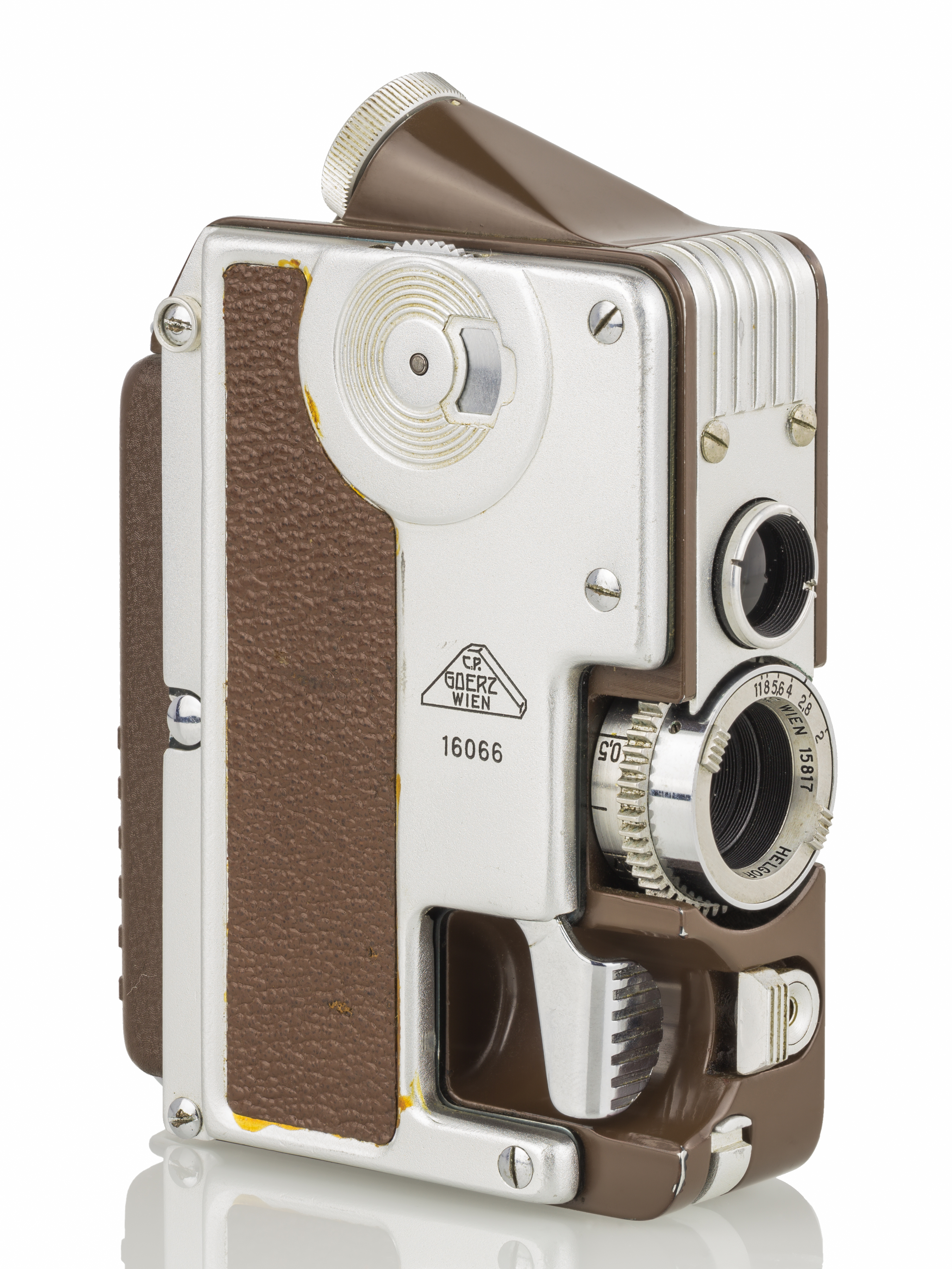
Minicord III von 1958

## Auszeichnungen
- 1894 auf der Weltausstellung in Antwerpen eine goldene Medaille für ausgezeichnete Objektive[4].
- 1899 ein Ehrendiplom (1. April bis 31. Mai, Societa fotografica Italiana)[5][6]  in Florenz,
  - eine Goldene Medaille und Ehrenurkunde[6] in Stuttgart und
  - eine Goldene Medaille[6] in Baden-Baden.